# Leszek Wosiewicz

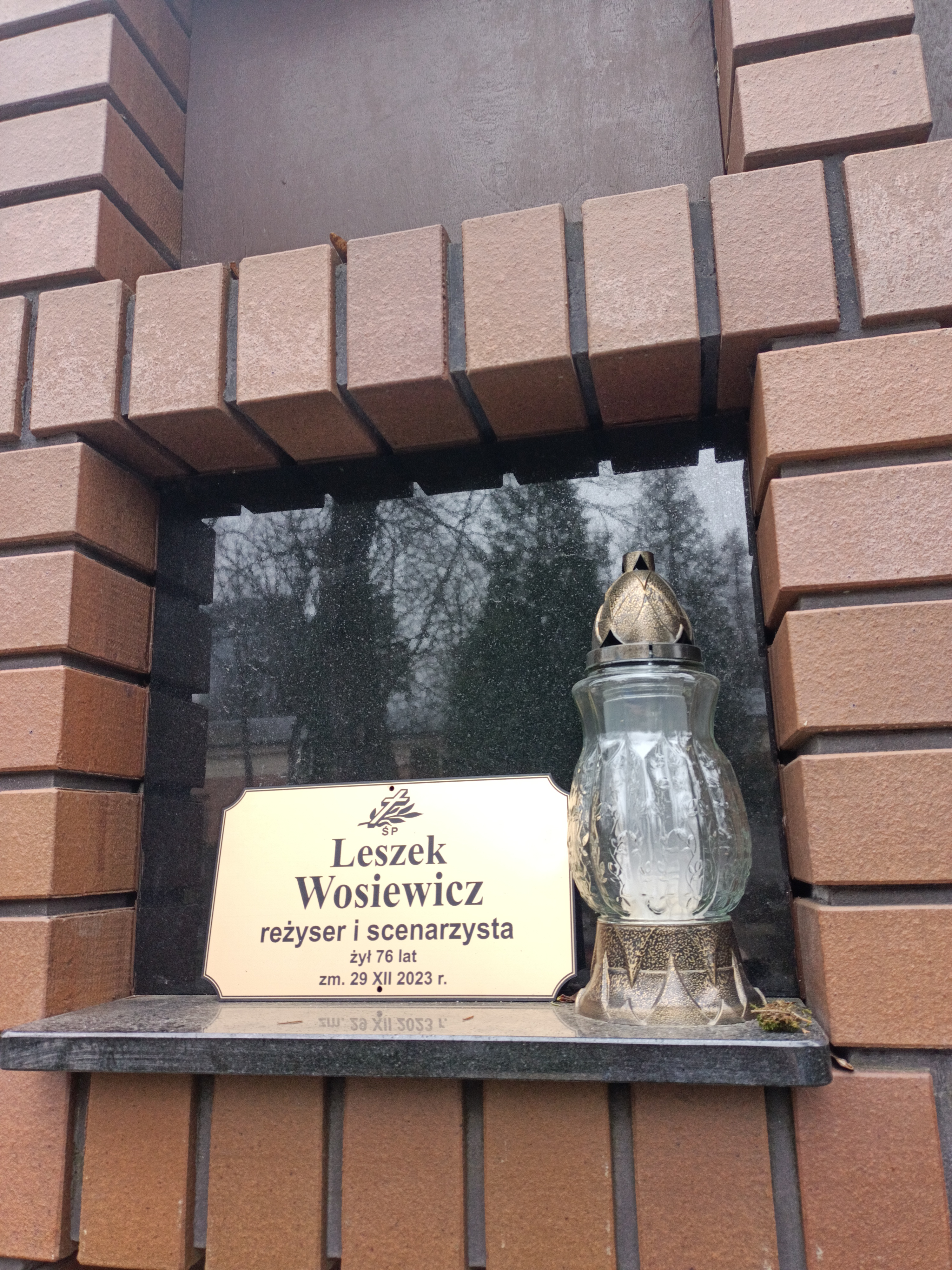
Grób Leszka Wosiewicza na Cmentarzu Powązkowskim w Warszawie

Leszek Wosiewicz (ur. 1 listopada 1947 w Radomyślu Wielkim, zm. 29 grudnia 2023 w Warszawie) – polski reżyser i scenarzysta filmowy, doktor habilitowany; artysta-nauczyciel akademicki w Zakładzie Reżyserii Telewizyjno-Filmowej WRiTV Uniwersytetu Śląskiego w Katowicach.

## Życiorys
Studiował na Politechnice Śląskiej w Gliwicach, jest absolwentem psychologii na Uniwersytecie Jagiellońskim (1975) oraz Wydziału Reżyserii PWSFTiTV w Łodzi (1979), dyplom uzyskał w 1982. Został pochowany na cmentarzu Powązkowskim.

## Filmografia (reżyser)
- Smak wody (1980)[1]
- Wigilia ’81 (1982)[1]
- Przypadek Hermana palacza (1987)
- Kornblumenblau (1988)[1]
- Wigilia (1990)
- Cynga (1992)[1]
- Kroniki domowe (1997)[1]
- Przeprowadzki (2001) (telewizja)
- Miłość w cieniu Big Brothera (2003)
- Rozdroże Cafe (2005)
- Klinika samotnych serc (2005) (serial, kilka odcinków)
- Taniec śmierci. Sceny z Powstania Warszawskiego (2010)[4]

## Nagrody i wyróżnienia
- Złoty Medal (1976) na MFF Szkół Artystycznych we Frankfurcie za etiudę Miejsce
- Nagroda Główna oraz Wyróżnienie Jury na Międzynarodowym Festiwalu Filmów Krótkometrażowych w Oberhausen, nagroda za scenariusz na Ogólnopolskim Festiwalu Filmów Krótkometrażowych w Krakowie, Nagrodę Szefa Kinematografii w dziedzinie filmu dokumentalnego oraz II Nagrodę w Kategorii Filmu Krótkiego na festiwalu Młode Kino Polskie w Gdańsku za Przypadek Hermana palacza
- „Złota Korona” (1998) za całokształt twórczości podczas Lata Filmów w Kazimierzu Dolnym